# Ossenweg (België)
Ossenweg is een buurtschap van Zoutleeuw, gelegen ten noordoosten van deze stad, vrijwel op de grens van Vlaams-Brabant en Belgisch-Limburg.
Ossenweg is vooral bekend als bedevaartplaats. Dit betreft de Onze-Lieve-Vrouw-van-de-Ossenwegkapel, een bezienswaardige kapel uit 1536-1538.
Een andere merkwaardigheid is het natuurgebied Het Vinne, onmiddellijk ten zuiden van de buurtschap.
Ossenweg ligt op een kruising van wegen, naar Runkelen, Zoutleeuw, Binderveld, en Budingen.
Deelgemeenten: Budingen · Dormaal · Halle-Booienhoven · Helen-Bos · Zoutleeuw

Overige dorpen en gehuchten: Booienhoven · Bos · Halle · Ossenweg

Belgische gemeenten · Arrondissement Leuven · Vlaams-Brabant · Vlaanderen